# Michèle Bennett
Michèle Bennett Duvalier  (Puerto Príncipe, 15 de enero de 1950), es una ex primera dama de Haití y exesposa del expresidente de Haití, Jean-Claude Duvalier. La pareja se exilió en Francia cuando él dimitió en 1986.

## Biografía
Michèle Bennett nació en Puerto Príncipe, Haití, en 1950, hija de Aurore (de soltera Ligondé) y Ernest Bennett, empresario haitiano y descendiente del rey Enrique I de Haití. Su padre poseía más de 50.000 acres (20.000 ha) de tierra, cultivando principalmente café, y empleando a 1.600 trabajadores de la finca, además de 900 más en su negocio.
Fue primera dama de Haití entre 1980 y 1986. Perteneciente a una familia acomodada mulata, era también sobrina del Arzobispo haitiano Monseñor François‑Wolff Ligondé. y por línea paterna era bisnieta de un británico que se había asentado en Haití. 
Inició sus estudios primarios en la escuela College Bird. A la edad de doce años, su padre la envió a estudiar al colegio católico St Mary's School, en Peekskill, Nueva York. Al terminar sus estudios, trabajó como secretaria en Garment district para una firma que fabricaba pantuflas femeninas.
Creció como una atractiva y culta mujer de sociedad, popular en el ambiente de las fiestas. Habla el inglés con tanta fluidez como su lengua materna, el francés.
Se casó en 1973, en primeras nupcias, con Alix Pasquet, miembro de una prestigiosa y rica familia haitiana, contraria a la dictadura de François Duvalier. El padre de Pasquet había incluso liderado un fallido intento de golpe de Estado contra Duvalier en 1958. De este primer matrimonio nacieron dos hijos varones, Alix y Sacha. 
Tras su divorcio de Pasquet en 1978, dejó Nueva York y volvió junto a sus dos hijos a Haití. Bennett trabajó allí como secretaria en la empresa de su padre. También fue relaciones pública del hotel Habitation LeClerc.
Poco después entabló amistad con el presidente vitalicio Jean-Claude Duvalier, a quien había conocido cuando era una niña en la escuela College Bird. Duvalier quedó enamorado de la hermosa mulata, quien representaba todo aquello contra lo que su padre había luchado en otro tiempo: elitistas con piel clara que habían gobernado desde siempre al país y que veían con desprecio a los negros, a pesar de que Jean-Claude "Baby Doc" también era mulato por su madre: Simone Ovid Duvalier "Mama Doc".

## Primera dama
Bennett se casó con Jean-Claude Duvalier en un fastuoso enlace, el 27 de mayo de 1980. El gasto de la boda ascendió a 3 millones de dólares de la época. 
Duvalier y Michèle tuvieron dos hijos, François Nicolas y Anya Duvalier.
Michèle creó la Fundación Michèle B. Duvalier con la cual realizaba obras de caridad altamente publicitadas, siempre acompañada de su hermana menor Joane, quien actuaba como su secretaria.  
A lo largo de los años, recaudó activamente fondos para la Madre Teresa de Calcuta. Su fundación, la primera y única en su tipo en el país desarrolló con éxito hospitales, clínicas, farmacias, comedores y escuelas. 
En enero de 1981 recibió la visita de la ya por entonces premio Nobel de la Paz (1979), Teresa de Calcuta que acudió para recibir la Legión de Honor de manos de los Duvalier. La visita se desarrolló en un clima de gran cercanía con Michèle, quien conocía a la religiosa antes de su matrimonio, ya que su madre Aurore Bennett, había apoyado durante mucho tiempo a las Misioneras de la Caridad.  
En 1985, había completado tres hospitales, en Bon Repos, La Saline y Place Cazeau, y comenzó la construcción de un cuarto hospital en Delmas. Había cientos de clínicas, cada una con farmacia. Los dos más grandes se encontraban en el barrio Bel-Air de Port-au-Prince y la ciudad rural de Port-de-Paix. La fundación financió escuelas, tanto su construcción como las ya existentes. Más de 15.000 estudiantes al día se beneficiaron de los “comedores”, programas de nutrición que servían a los niños en edad escolar una comida caliente al mediodía. Michèle participó personalmente en todos los aspectos, desde la planificación hasta los recursos humanos y su fundación contaba con el financiamiento tanto por el sector privado como del Estado. 
Además de sus responsabilidades con la fundación, supervisó el desarrollo y la apertura de MUPANAH, un museo dedicado a los antepasados de la nación y la preservación de la cultura y el arte haitianos. El MUPANAH no solo sobrevivió a los disturbios sociales en 1986 y más allá, sino que también resistió el terremoto que derribó la mayoría de los otros edificios cercanos. 
Michèle era conocida por su afición a las joyas y los vestidos de diseñador. Entre sus favoritos estaban los de Givenchy, en cuya boutique de París hacía compras. 
Uno de sus proyectos favoritos y más conocidos fue la remodelación del Palacio Nacional. Compró muebles estilo Luis XVI, lujosas lámparas de araña, fina seda, arte egipcio, hermosas figuras de marfil africano, lapislázuli y oro. También instaló un moderno sistema de aire acondicionado. El total de las obras realizadas en el palacio por Michèle ascendió a cuatro millones de dólares estadounidenses. 
En 1983, las cosas empezaron a romperse dentro de la administración de Duvalier. El Papa Juan Pablo II visitó el país y declaró que las cosas debían cambiar en Haití, pidiendo a los Duvalier que hicieran algo sobre la situación económica. En más de 30 años de régimen duvalierista, nadie se había pronunciado de manera tan contundente. Jean-Claude respondió, bajando los precios de los alimentos en un 10 por ciento, pero el silencio se había roto y la opinión popular estaba cambiando rápidamente. El resultado no fue el que los Duvalier esperaban. En vez de eso, la gente se enfureció con la pomposidad y el lujo con el cual vivían el presidente y la primera dama.
Michèle invirtió más tiempo en apariciones públicas, convencida de que podrían recuperar la confianza del país. Aparecía en público con regularidad, luciendo físicamente impecable y sonriente para las cámaras y la gente a quien visitaba.

## Exilio y fortuna
En 1986, el régimen estaba por colapsar, la presión de los gobiernos extranjeros era demasiado grande. Con la ayuda de la embajada de Estados Unidos, los Duvalier salieron en la madrugada del 7 de febrero de 1986 rumbo a Francia. Su salida del país fue un espectáculo mediático. Los Duvalier, junto a su larga comitiva llegaron al aeropuerto a bordo de su BMW, mientras los fotógrafos corrían detrás de ellos.  Aunque el gobierno francés sólo les dio un plazo para permanecer en dicho país, la familia se quedó permanentemente.
Las nuevas autoridades desmantelaron la Fundación Michèle B. Duvalier. Vaciaron los fondos de la institución, abandonaron los proyectos y permitieron el saqueo e incendios en los edificios que Michèle había construido.
Haití cayó en el caos político y social sin Duvalier al mando. Las casas de vacaciones de la familia en las montañas y en la playa fueron vandalizadas y saqueadas. Los miembros restantes de alto rango de la administración fueron perseguidos en las calles o forzados a arresto domiciliario. Muchos simplemente desaparecieron, y nunca más se supo de ellos.
Al inicio de su exilio, la familia alquiló una hermosa villa en Mougins. La ex primera dama era una de las favoritas en las boutiques más exclusivas del país, haciendo compras por  en la conocida joyería Boucheron y en Hermès.
La prensa declaró que la fortuna familiar se estimaba entre los 500 millones y los 900 millones de dólares. Se habló de que los Duvalier poseían propiedades en la Avenida Foch de París y en el prestigioso barrio Neuilly-sur-Seine. También el castillo de Théméricourt, en Val-d'Oise, una propiedad en el balneario normando de Deauville y un apartamento de lujo en la ostentosa Trump Tower de Nueva York. 
Sin embargo, en 1987, los bienes de la familia en Estados Unidos, que incluían un yate llamado "Nikki" en Miami, valorado en 100.000 dólares, y cuatro apartamentos en Manhattan, fueron embargados por el gobierno estadounidense.
En 1990, Michèle y Jean-Claude se divorciaron en la República Dominicana. Ella sigue en Francia, junto a sus hijos y se apellida Duvalier.
Entre sus amistades destacan figuras importantes de la política francesa como Jacques Chirac.
Tras el devastador terremoto de 2010, pocos se dieron cuenta de que Michèle había llegado a Haití en compañía de un equipo de rescate para buscar a su hermano menor Rudy Bennett, quien se encontraba hospedado en el Hotel Montana en el momento del sismo. Fue encontrado muerto y sepultado inmediatamente. También su primo Igor murió en el terremoto.
En 2011 Michèle Bennett volvió a visitar Haití para participar en la conmemoración del primer aniversario del terremoto en las ruinas del Hotel Montana, donde su hermano había sido una de las víctimas mortales.
Tras la muerte de Jean-Claude Duvalier, el 4 de octubre de 2014, Michèle volvió a Haití, y asistió tanto al velatorio como a los funerales, junto a sus hijos Nicolas y Anya-Michèle. Exministros, militares y amigos de la familia presentaron sus respetos a la antigua primera dama, quien se mostró visiblemente afectada por la muerte de su exesposo.

## Lectura adicional
- Haiti Emerges From Its Shock, and Tears Roll, The New York Times, 14 de febrero de 2010
- People Magazine, 3 de marzo de 1986
- Plunging into Haiti: Clinton, Aristide, and the defeat of diplomacy by Ralph Pezzullo
- Baby Doc to Walters: Did best I could - The Miami News - Jun 12, 1986
- Shrewd Investing Made Me Rich, Duvalier Says - The Montreal Gazette - Jun 10, 1986
- In Opulent Cocoon. Haiti's First Lady Talks Of Poverty - The Palm Beach Post - Jul 5, 1981

- Datos: Q4291089
- Multimedia: Michèle Bennett / Q4291089